# Moyenvic
Moyenvic é uma comuna francesa na região administrativa de Grande Leste , no departamento de Mosela. Estende-se por uma área de 14,48 km². Em 2010 a comuna tinha 359 habitantes (densidade: 24,8 hab./km²).